# Эрвитт, Эллиотт
Эллиотт Эрвитт (англ. Elliott Erwitt; 26 июля 1928[…], Нёйи-сюр-Сен, Франция или Париж — 30 ноября 2023, Манхэттен, Нью-Йорк, США) — известный американский фотограф. Наибольшую популярность ему принесли чёрно-белые снимки, выполненные в иронической манере. Родился в семье эмигрантов из России.

## Раннее творчество
Эллиотт Эрвитт родился во Франции в семье русских евреев. Первые 10 лет жизни он провёл в Италии, затем семья переехала во Францию, а оттуда в 1939 году — в США.
В 1942—1944 годах изучал фотографию в Лос-Анджелесе. В 1944 году родители Эрвитта развелись, отец (Борис Эрвиц) не платил алименты, и юноше пришлось добывать средства на жизнь самому. Будучи учеником Hollywood High School, Эрвитт работал в коммерческой тёмной комнате, делая отпечатки «с автографами» для фанатов киноактёров.
С 1948 по 1950 год он изучал кинематографию в Новой школе общественных исследований в Нью-Йорке.

## Карьера фотографа
В 1950-е годы Эрвитт служил помощником фотографа в армии США, в Германии и Франции. Затем работал в качестве свободного фотографа для журналов Collier's, Look, Life и Holiday. В 1953 году он перешёл на работу в агентство Магнум Фото, что позволило ему свободно заниматься фотопроектами по всему миру.

## Самые известные фотографии
- США, Нью-Йорк, 1946 г. — Снимок с уровня асфальта, на котором изображены ноги женщины и собачка чихуахуа в свитере.
- США, Северная Каролина, 1950 г. — Умывальник для белых и умывальник для цветных.
- США, Нью-Йорк, 1953 г. — Фотография жены фотографа, которая смотрит на младенца, лежащего на кровати.
- США, Нью-Йорк, 1974 г. — Изображение обутых ступней женщины посредине между лапами немецкого дога и маленькой чихуахуа.
- СССР, Москва, Никита Хрущёв и Ричард Никсон, 1959 г. — Выразительный снимок времён холодной войны, в котором указательный палец Никсона направлен на лацкан пиджака Хрущёва.

## Книги
- Photographs and Anti-Photographs, 1972.
- Observations on American Architecture, 1972.
- Elliott Erwitt: The Private Experience, 1974.
- Son of Bitch, 1974.
- Recent Developments, 1978.
- Personal Exposures. 1988.
- On the Beach, 1991.
- To The Dogs, 1992.
- The Angel Tree, 1993.
- Between the Sexes, 1994.
- 100+1 Elliott Erwitt, 1997.
- Dog Dogs, 1998.
- Museum Watching, 1999.
- Snaps, 2001.
- EE 60/60, 2002.
- Elliott Erwitt’s Handbook, 2002.
- Woof, 2005.